# Venus (Texas)
Venus is een plaats (town) in de Amerikaanse staat Texas, en valt bestuurlijk gezien onder Ellis County en Johnson County.

## Demografie
Bij de volkstelling in 2000 werd het aantal inwoners vastgesteld op 910.
In 2006 is het aantal inwoners door het United States Census Bureau geschat op 2426, een stijging van 1516 (166,6%).

## Geografie
Volgens het United States Census Bureau beslaat de plaats een oppervlakte van
5,9 km², geheel bestaande uit land. Venus ligt op ongeveer 203 m boven zeeniveau.

## Plaatsen in de nabije omgeving
De onderstaande figuur toont nabijgelegen plaatsen in een straal van 20 km rond Venus.